# Municipio de Canelas
El Municipio de Canelas es uno de los 39 municipios que conforman el estado mexicano de Durango, se encuentra localizado en la Sierra Madre Occidental y su cabecera es el pueblo de Canelas.

## Geografía
Canelas está ubicado en la zona noroeste del estado de Durango en lo alto de la Sierra Madre Occidental y alcanzando la región de las cañadas en su extremo oeste, limita al norte con municipio de Topia, al noreste con el municipio de Tepehuanes, al sur con el municipio de Santiago Papasquiaro y al oeste con el municipio de Tamazula. Tiene una extensión territorial total de 683.40 kilómetros cuadrados, por lo que es uno de los municipios con menor extensión territorial en el estado de Durango.

### Orografía e hidrografía
El relieve de Canelas es sumamente accidentado, las dos terceras partes orientales del municipio están conformadas por la Sierra Madre Occidental, mientras que la de su extremo occidental está conformada por la región de las quebradas, zona en la cual las grandes altitudes de la sierra descienden drásticamente hacia lo que serán las llanuras costeras de Sinaloa.
En el territorio de Canelas surgen numerosas corrientes fluviales que descienden de las montañas y se dirigen a través de las quebradas, las principales son las corrientes de las quebradas de Canelas y de Birimoa, que uniéndose posteriormente a la de Topia, forman el río Tamazula. Todo el territorio de Canelas pertenece a la Región hidrológica Sinaloa, su extremo sur pertenece a su vez a la Cuenca del río San Lorenzo y todo el territorio restante a la Cuenca del río Culiacán.

### Clima y ecosistemas
Las diferencias de altitud en el territorio de Canelas son determinantes para el registro de climas, temperaturas y precipitación, siendo la principal variación entre ellas la zona de las montañas y la del fondo de las quebradas.
En Canelas se registran dos tipos de clima, el clima Templado subhúmedo con lluvias en verano en lo alto de las montañas y el clima Semicálido, subhúmedo con lluvias en verano en el fondo de las quebradas; de la misma manera, la temperatura media anual que se registra en la zona más elevada del territorio, en su extremo oriental va de 10 a 12 °C, la zona central, también las montañas registra un promedio entre 12 y 16 °C y finalmente en la zona baja de las quebradas en la parte más occidental del municipio va de 20 a 24 °C; la precipitación media anual sigue el mismo patrón geográfica, la zona elevada es la de mayor precipitación, siendo superior a los 1,200 mm, y en la parte baja va de los 1,000 a los 1,200 mm.
Canelas tiene una gran riqueza forestal, prácticamente todo el territorio está cubierto por bosque en las que abundan especies vegetales como pino, encino, madroño, táscate y varios otros, en la zona del fondo de las quebradas se encuentra por su clima tropical, selva.

## Demografía
Canelas es uno de los municipios de menor población en el estado de Durango, en 2010 el Censo de Población y Vivienda realizado por el Instituto Nacional de Estadística y Geografía dio como resultado que su población es de un total de 4 122 habitantes, de los cuales 2 165 son hombres y 1 957 son mujeres; por lo cual la población masculina es de 51.9%, la población menor de 15 años asciende al 35.9% y la de 15 a 64 años a 56.3%, finalmentel, solo el 0.2% de la población mayor de 5 años es hablante de alguna lengua indígena.

### Localidades
En el censo de 2020 el municipio de Canelas contaba con 119 localidades.
| Código INEGI      | Localidad                   | Población (2020) |
| ----------------- | --------------------------- | ---------------- |
| 100020001         | Canelas                     | 958              |
| 100020109         | La Tembladora de Camellones | 253              |
| Otras localidades | Otras localidades           | 3 110            |
| Total municipal   | Total municipal             | 4 321            |

## Política
El gobierno del municipio está encabezado por el Ayuntamiento, que está integrado por el presidente municipal, el Síndico municipal y un cabildo formado por siete regidores, todos son electos mediante una planilla única para un periodo de tres años no renovables para el periodo inmediato, pero si de manera no continúa, las elecciones se celebran el primer domingo del mes de julio y el ayuntamiento entra a ejercer su cargo el día 1 de septiembre del año de la elección.

### Representación legislativa
Para la elección de los Diputados locales al Congreso de Durango y de los Diputados federales a la Cámara de Diputados de México, Canelas se encuentra integrado en los siguientes distritos electorales:
Local:
- VIII Distrito Electoral Local de Durango con cabecera en Santa María del Oro.[15]

Federal:
- I Distrito Electoral Federal de Durango con cabecera en la ciudad de Victoria de Durango.[16]
- (1980-1983): Hector Chaidez Garcia.
- (1986-1989): Augusto Ramon Chaidez Bueno.
- (1995-1998): Benedicto Félix Vizcarra.
- (1998-2001): Oscar Javier Monarrez Hernández.
- (2001-2004): Gahndi Monarres Recio.
- (2004-2007): Francisco Javier Cárdenas Gamboa.
- (2007-2010): Armando Beltrán Ortega.
- (2010-2013): Gahndi Monarres Recio.
- (2013-2016): Santiago Chaidez Jiménez.
- (2016-2019): Yenny Cervantes Vizcarra.
- (2019-2022): Juan Carlos Ruiz Díaz.
- (2022-2025): Yazmín Arrieta Vizcarra.